# Oreotrochilus chimborazo
El colibrí del Chimborazo o estrella ecuatoriana (Oreotrochilus chimborazo) es una especie de ave apodiforme de la familia Trochilidae (los colibríes) perteneciente al género Oreotrochilus. Es nativo de altitudes andinas del noroeste de América del Sur.

## Distribución y hábitat

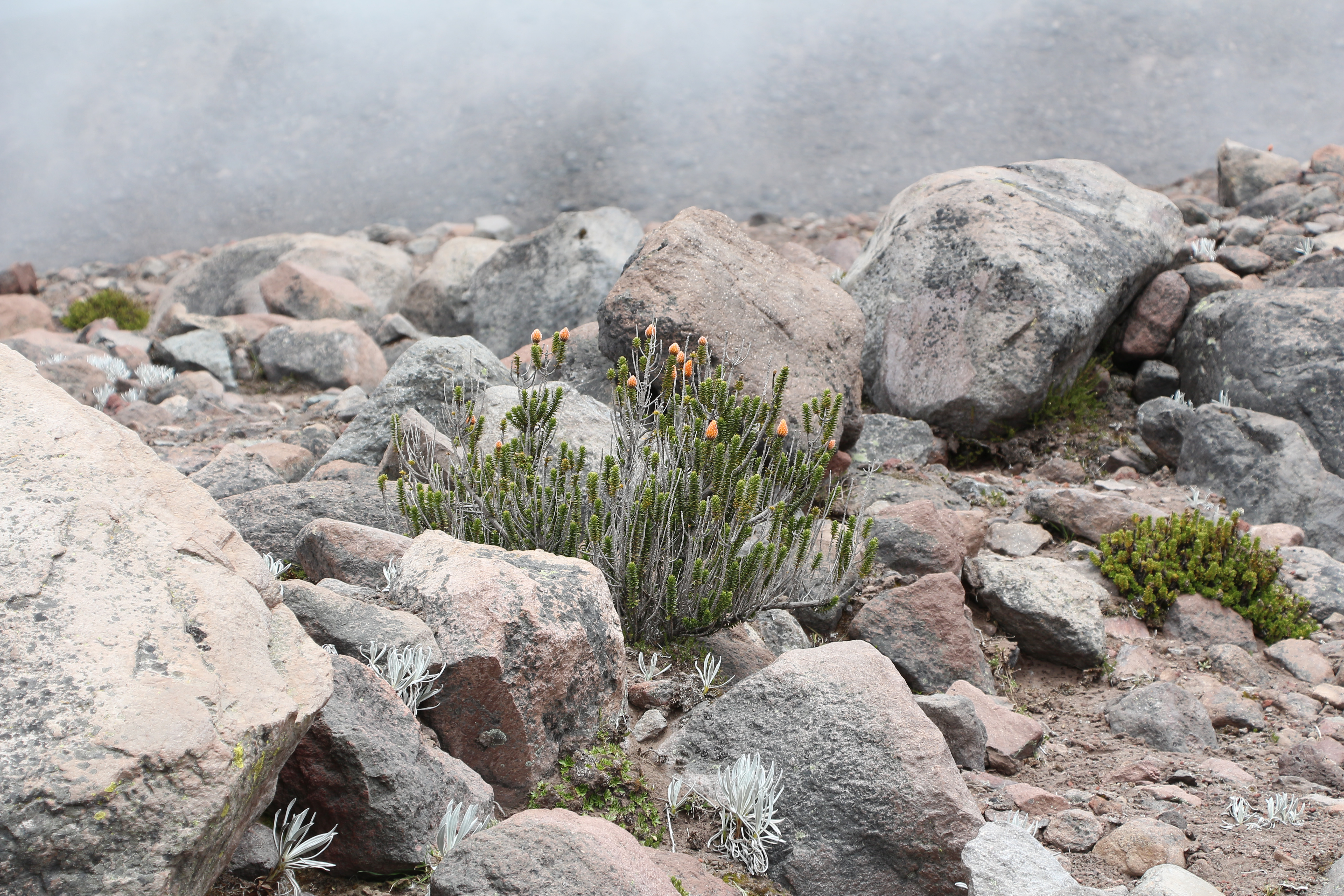
Arbusto y flores de Chuquiraga jussieui en el volcán Chimborazo, ejemplo de hábitat de la especie.

Se distribuye desde el extremo suroeste de Colombia (Nariño) a lo largo de la cordillera de los Andes hasta el centro sur de Ecuador (Azuay).
Esta especie es considerada bastante común en sus hábitats naturales: las áreas vegetadas hasta el límite del bosque en altitudes entre 3500 y 5200 m (ninguna otra especie de colibrí se produce a mayor altitud). Este ambiente de alta montaña se separa en una serie de «islas» a lo largo de montañas volcánicas aisladas. La especie es encontrada típicamente cerca del límite más alto de zonas de páramo, principalmente en ambientes de pastizales tipo de puna, algunas veces con árboles enanos y matorrales, pero también en páramos húmedos y laderas rocosas. Especialmente cerca de barrancos aislados. También utiliza ambientes antropizados resultado de quemadas frecuentes de los pastizales y la vegetación.

## Descripción
Mide 12cm de longitud. La cabeza y el cuello son de color azul oscuro brillante; la garganta verde es más reducida que en los otros Oreotrochilus, e inexistente en la subespecie jamesonii; pecho y vientre blancos con una angosta faja media negra. Las hembras tienen las partes inferiores pardusco claro con la garganta blanca salpicada de pintitas parduscas y las rectrices externas negro-verdosas de ápice y bae blancos.

## Sistemática

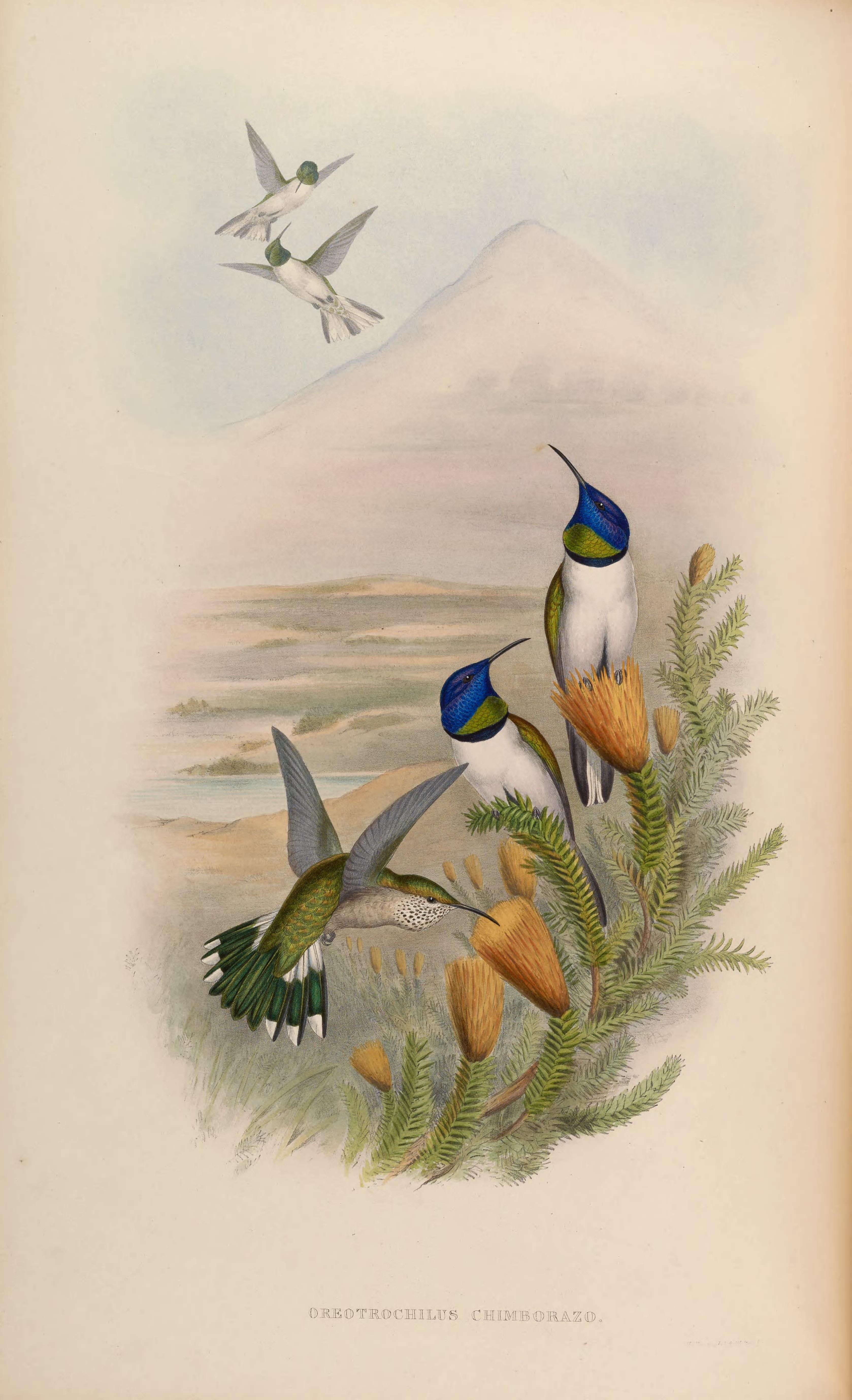
Oreotrochilus chimborazo ilustración de Gould y Richter en A monograph of the Trochilidae, or family of humming-birds 2, 1861.

### Descripción original
La especie O. chimborazo fue descrita por primera vez por los ornitólogos franceses Adolphe Delattre & Jules Bourcier en 1846 bajo el nombre científico Trochilus chimborazo; su localidad tipo es: «Cerro Chimborazo, Ecuador».

### Etimología
El nombre genérico masculino «Oreotrochilus» es una combinación de la palabra del griego «oros» que significa ‘montaña’, y del género Trochilus, denominación genérica inicial de los colibríes; y el nombre de la especie «chimborazo», se refiere a la localidad tipo, el volcán Chimborazo en Ecuador.

### Taxonomía
Se piensa que sea pariente próxima de Oreotrochilus estella, O. stolzmanni y O. leucopleurus; los cuatro ya han sido tratados como conespecíficos, y son separados con base en las características morfológicas.

### Subespecies
Según la clasificación Clements Checklist/eBird se reconocen dos subespecies, con su correspondiente distribución geográfica:
- Oreotrochilus chimborazo jamesonii Jardine, 1849 – montañas del extremo sur de Colombia (Nariño) y norte de Ecuador (volcanes Cotacachi, Pichincha, Illiniza, Antisana y Cotopaxi, al sur hasta Azuay).
- Oreotrochilus chimborazo chimborazo (Delattre & Bourcier), 1846 – volcán Chimborazo, centro de Ecuador.

El Congreso Ornitológico Internacional (IOC) reconoce una tercera subespecie, pero notando que podría ser una intergradación entre jamesonii y la nominal; es incluida en jamesonii por Clements Checklist/eBird:
- Oreotrochilus chimborazo soderstromi Lonnberg, 1922 – volcán Quilotoa, centro de Ecuador.